# Cheilotrichia japonica
Cheilotrichia japonica är en tvåvingeart som först beskrevs av Alexander 1920.  Cheilotrichia japonica ingår i släktet Cheilotrichia och familjen småharkrankar. Inga underarter finns listade i Catalogue of Life.